# Carlos Hernández (productor)
Carlos Hernández Nombela (Madrid, 1 de enero de 1972) es un productor e ingeniero de sonido, con estudio de grabación propio: “El Castillo Alemán” (Pedrezuela, Madrid).

## Trayectoria
Ganador como mejor productor de la IX edición de los Premios MIN (2017) , ha producido o participado como productor o ingeniero de sonido en múltiples discos para bandas como Triángulo de Amor Bizarro, Los Planetas , La Habitación Roja , Airbag, Deluxe , Cooper, Pereza, Joaquín Sabina, Sidecars , Juniper Moon, Sunday Drivers, Los Enemigos, Siniestro Total, Sr. Chinarro, Undershakers, Los Hermanos Dalton, P.P.M., Clovis, Nosoträsh, La Costa Brava, Nacho Vegas, Enrique Bunbury, Ariel Rot, Burning, Viva Suecia o El Canto del Loco.
Además de trabajar en estudio cabe destacar su trabajo como ingeniero de sonido en directo en donde está o ha estado entre otros con Triángulo de Amor Bizarro, Carolina Durante, Airbag, 
Pereza, Los Planetas, Najwa Nimri, Sidonie, Sexy Sadie, Cooper, Mercromina, Australian Blonde, Chucho etc. 
También ha sido jefe técnico de sonido durante varios años del FIB (Benicassim) y del Festival Contempopránea.
Ha sido profesor de sonido en el IES Puerta Bonita (Madrid) y en la Universidad Francisco de Vitoria (Madrid).

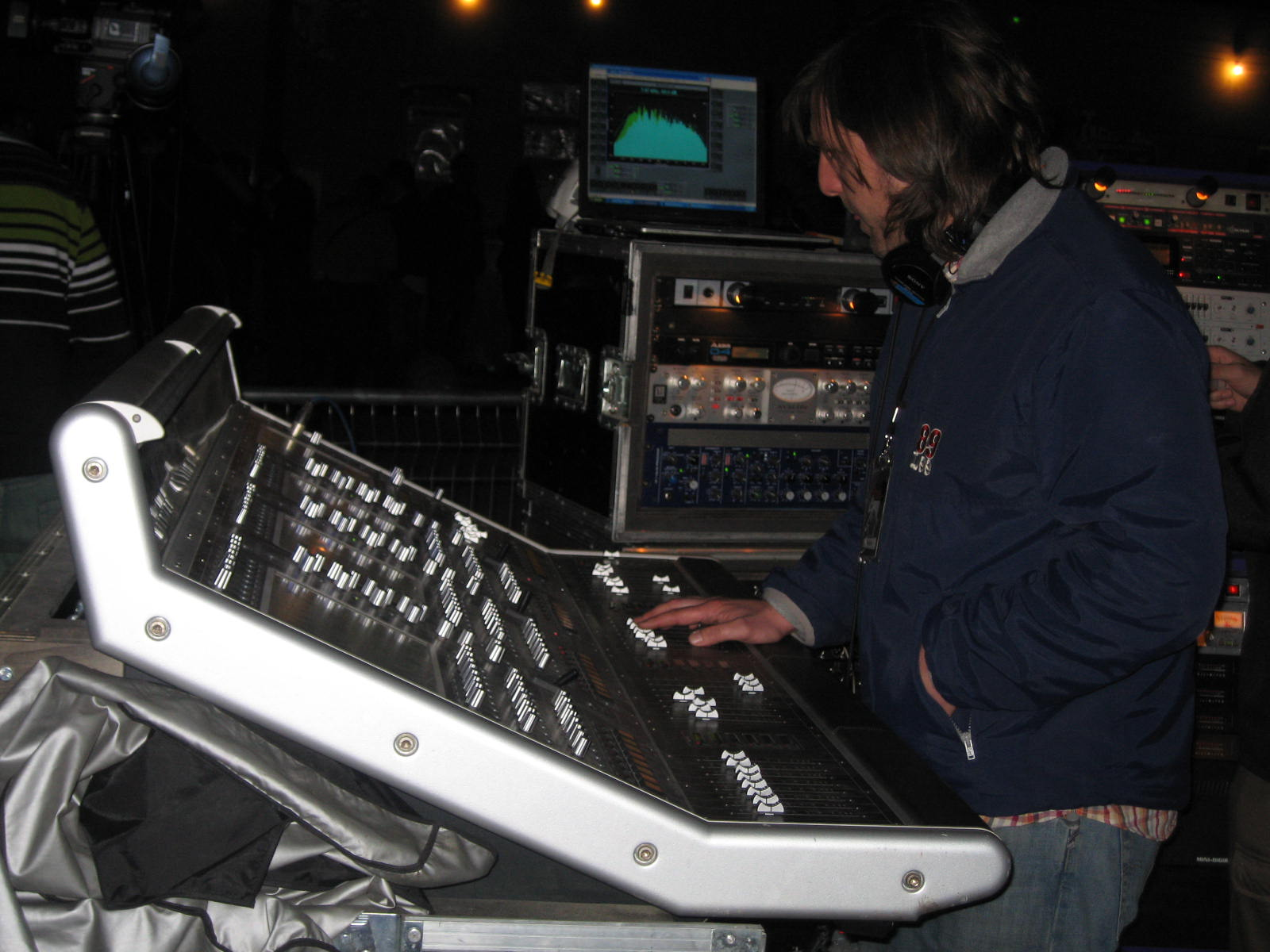
Carlos, durante un concierto de Pereza en Mérida.

En 2010, fue finalista en los XIV Premios de la Música, en la categoría mejor técnico de sonido.
En 2020 y 2021 fue galardonado en los Premios MIN como mejor por productor, por los discos de Triángulo de Amor Bizarro.